# Agnieszka Skrzypulec
Agnieszka Skrzypulec (Estetino, 3 de junho de 1989) é uma velejadora polonesa, medalhista olímpica.

## Carreira
Skrzypulec participou dos Jogos Olímpicos de Verão de 2020 em Tóquio, onde participou da classe 470, conquistando a medalha de prata ao lado de Jolanta Ogar após finalizar a série de treze regatas com 54 pontos.